# Nomar Garciaparra
Anthony Nomar Garciaparra (né le 23 juillet 1973 à Whittier, Californie, États-Unis) est un ancien joueur de baseball qui évolue dans les Ligues majeures de 1996 à 2009 au poste d'arrêt-court.
Avec les Red Sox de Boston, il est recrue de l'année de la Ligue américaine en 1997, remporte un Bâton d'argent et est champion frappeur lors de saisons 1999 et 2000. Il participe à 6 match des étoiles.

## Carrière

### Débuts
Nomar Garciaparra a étudié à l'école secondaire St. John Bosco à Bellflower en Californie où il est membre des équipes de baseball, de football américain et de football. En baseball, l'équipe remporte son championnat en 1990 et 1991 et Garciaparra remporte le trophée de meilleur joueur de la ligue en 1991, l'année d'obtention de son diplôme. Il est sélectionné par les Brewers de Milwaukee au cinquième tour du repêchage amateur de 1991 (131e choix au total), mais ne signe pas de contrat professionnel pour poursuivre ses études à l'université Georgia Tech. En 1994, il atteint la finale du championnat universitaire avec les Yellow Jackets, mais l'équipe doit s'incliner face aux Sooners d'Oklahoma. 
En juin 1994, il est le 12e joueur sélectionné par un club du baseball majeur au repêchage amateur et devient le choix de premier tour des Red Sox de Boston. Après trois saisons en ligues mineures, il rejoint la Ligue majeure à la fin de saison 1996.

### Red Sox de Boston (1996-2004)

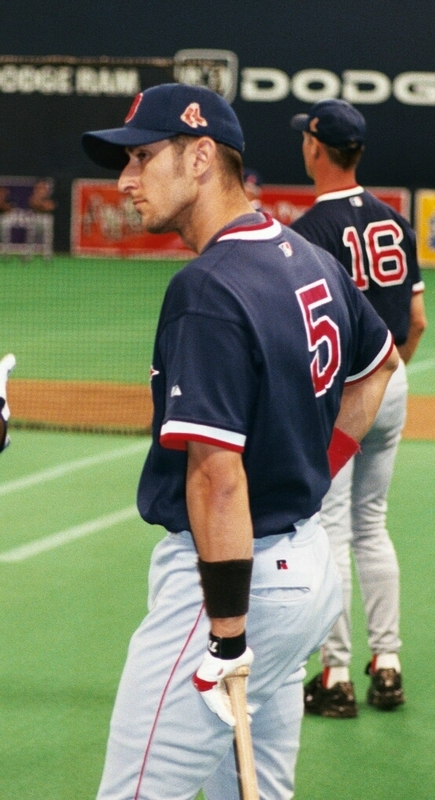
Nomar Garciaparra avec les Red Sox de Boston en 2002.

Nomar Garciaparra débute en Ligue majeure le 31 août 1996 face aux Athletics d'Oakland en remplacement de Jeff Frye au poste de deuxième but. Le lendemain, il est l'arrêt-court titulaire des Red Sox et il frappe son premier coup de circuit, toujours face aux Athletics. Il termine la saison avec 4 circuits, 16 points produits et une moyenne au bâton de ,241 en 24 matchs. Ses performances lui valent d'être titulaire à l'arrêt-court la place de John Valentin qui est muté au deuxième but.
En 1997, pour sa première saison complète, Garciaparra frappe 30 circuits et 209 coups sûrs, produit 98 points et obtient une moyenne au bâton de ,306. Il est récompensé par le trophée de Recrue de l'année et par le Bâton d'argent du meilleur joueur d'arrêt-court offensif de la Ligue américaine. Il termine huitième pour le vote de joueur par excellence de la Ligue américaine. Du 26 juillet au 29 août 1997, Garciaparra frappe au moins un coup sûr dans 30 matchs consécutifs, un record par une recrue des Red Sox et seulement deux matchs de moins que le record de franchise établi par Dom DiMaggio en 1949.
Entre 1998 et 2000, Garciaparra s'impose comme l'un des meilleurs frappeurs de la Ligue majeure. En 1998, il frappe 35 circuits, produit 122 points et termine second pour le vote de meilleur joueur de la Ligue américaine derrière Juan González des Rangers du Texas. 
En 1999 et 2000, il est le champion frappeur de Ligue américaine avec des moyennes au bâton de ,357 puis ,372. Il est le premier frappeur droitier à remporter deux titres consécutifs depuis Joe DiMaggio en 1939 et 1940.
Les blessures nuisent sérieusement à la carrière de Garciaparra à partir de 2001. Il est fréquemment à l'écart des terrains, mais toutes ces blessures ne semblent pas affecter le moins du monde sa production offensive lorsqu'il parvient à demeurer dans l'alignement. 
Le 2 avril 2001, il est opéré d'une tendinite au poignet droit et manque la première moitié de la saison. Le 29 juillet, il revient à Boston après quatre matchs en Ligue internationale avec Pawtucket. En 21 matchs pour Boston, il frappe 4 circuits, produit 8 points avec une moyenne de ,289 mais il est de nouveau sur la liste des blessés pour la fin de saison en raison de sa tendinite au poignet. De retour de blessure au début de la saison 2002, il joue 156 matchs, produit 120 points et frappe 56 doubles (meilleur total de l'année en Ligue américaine). Sa moyenne au bâton (,310) est cependant inférieure à celles des saisons précédents sa blessure.
En 2003, il termine sa saison par un mois de septembre catastrophique (,170 de moyenne au bâton en 24 matchs), loin de ses performances habituelles. En 156 matchs, il accumule 28 circuits, 105 points produits, 120 points marqués et 198 coups sûrs. Sa moyenne au bâton se chiffre à ,301. En séries éliminatoires, il ne récolte qu'un point produit pour 10 retraits sur des prises en 12 matchs face aux Athletics d'Oakland et aux Yankees de New York, futurs finalistes de la Série mondiale. 
Après la fin de saison 2003, les dirigeants des Red Sox tentent d'envoyer Manny Ramirez aux Rangers du Texas en échange de l'arrêt-court Alex Rodriguez. Dans le même temps, Garciaparra aurait dû partir pour les White Sox de Chicago, mais le syndicat des joueurs professionnels refuse la restructuration du contrat de Rodriguez (incluant une réduction de salaire de 12 millions de dollars). Heurté par les efforts déployés pour acquérir l'arrêt-court Alex Rodriguez, ce qui aurait peut-être signifié le départ de Garciaparra faute de place dans l'équipe, ce dernier rejette une prolongation de contrat de 4 ans à 60 millions de dollars faite par Boston après la saison 2003,.
À Boston pour sa dernière année de contrat en 2004, il débute sur la liste des blessés après avoir reçu une balle dans le talon d'Achille droit pendant le camp de présaison. Il revient de blessure le 9 juin et en 38 matchs avec les Red Sox, il frappe 5 circuits, produit 21 points avec une moyenne au bâton de ,321. Le 31 juillet, il est impliqué dans un échange à 4 clubs entre les Red Sox, les Cubs de Chicago, les Expos de Montréal et les Twins du Minnesota ; 8 joueurs changent d'équipe et Garciaparra prend le chemin de Chicago.

### Cubs de Chicago (2004-2005)
Il finit la saison 2004 avec 4 circuits, 20 points produits et une moyenne de ,297 pour les Cubs. Le 24 septembre, il joue son 1000e match en carrière. Le 7 décembre, il resigne un contrat d'une année pour 8 millions de dollars (sans les primes) avec les Cubs. 
Sa saison 2005 est encore marquée par une blessure qui l'éloigne des terrains pendant trois mois entre mai et juillet. Au total, il ne joue que 62 matchs, dont 34 en tant que troisième but pour pallier l'absence en fin de saison d'Aramis Ramírez, le titulaire du poste.

### Dodgers de Los Angeles (2006-2008)

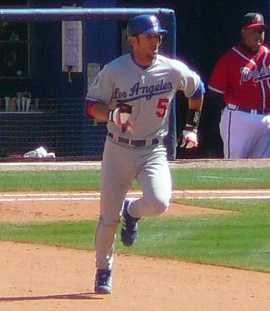
Garciaparra avec les Dodgers de Los Angeles en 2008.

Le 18 décembre 2005, il signe un contrat d'une année avec les Dodgers de Los Angeles pour un montant de 6 millions de dollars. Il retrouve ses anciens coéquipiers de Boston Bill Mueller et Derek Lowe, ainsi que le gérant des Red Sox de 2002 à 2003, Grady Little. Sa saison 2006 ne débute que le 22 avril après un passage sur la liste des blessés pour une déchirure musculaire. Il est repositionné au premier but pour réduire le risque de blessure pendant que Rafael Furcal, arrivé des Braves d'Atlanta pendant l'intersaison, est titulaire au poste d'arrêt-court en remplacement de Cesar Izturis, blessé. Juste avant le match des étoiles, il possède la meilleure moyenne au bâton des joueurs de champ intérieur à égalité avec Freddy Sanchez des Pirates de Pittsburgh (,358) et reste sur une série de 21 matchs avec au moins un coup sûr. Il est élu pour participer au match des étoiles lors du « vote final », où un dernier joueur est plébiscité par le public qui choisit entre 5 candidats. 
Il est de nouveau arrêté pour une blessure au genou entre le 25 juillet et le 9 août 2006. Sa moyenne au bâton baisse sensiblement après son retour de blessure mais reste au niveau de ses saisons précédentes. Le 18 septembre, il permet aux Dodgers de remporter un match face aux Padres de San Diego avec un circuit pour deux points en 10e manche. Plus tôt dans le même match, les Dodgers avaient frappé 4 coups de circuit consécutifs pour revenir en tête avant que les Padres ne reprennent une avance d'un point à l'entame de la dernière manche. Il termine sa saison avec 20 circuits, 93 points produits et une moyenne au bâton de ,303. Le 7 octobre, il est nommé Revenant de l'année 2006 en Ligue nationale avec 72 054 votes. Le 20 novembre 2006, les Dodgers annoncent la signature d'un nouveau contrat de deux années pour 18,5 millions de dollars avec Nomar Garciaparra.

### Athletics d'Oakland (2009)
En 2009, Garciaparra signe un contrat d'un an avec les Athletics d'Oakland. Il joue avec eux sa dernière saison en 2009, où il maintient une moyenne au bâton de ,281 en 65 parties jouées.
En mars 2010, il signe un contrat d'un jour avec Boston pour annoncer sa retraite en tant que membre des Red Sox.

### Palmarès
En 14 saisons et 1 434 matchs joués dans le baseball majeur, Nomar Garciaparra a maintenu une impressionnante moyenne au bâton de ,313 grâce à 1 747 coups sûrs, dont 370 doubles, 52 triples et 229 circuits. Il a compilé 936 points produits et 927 points marqués. 

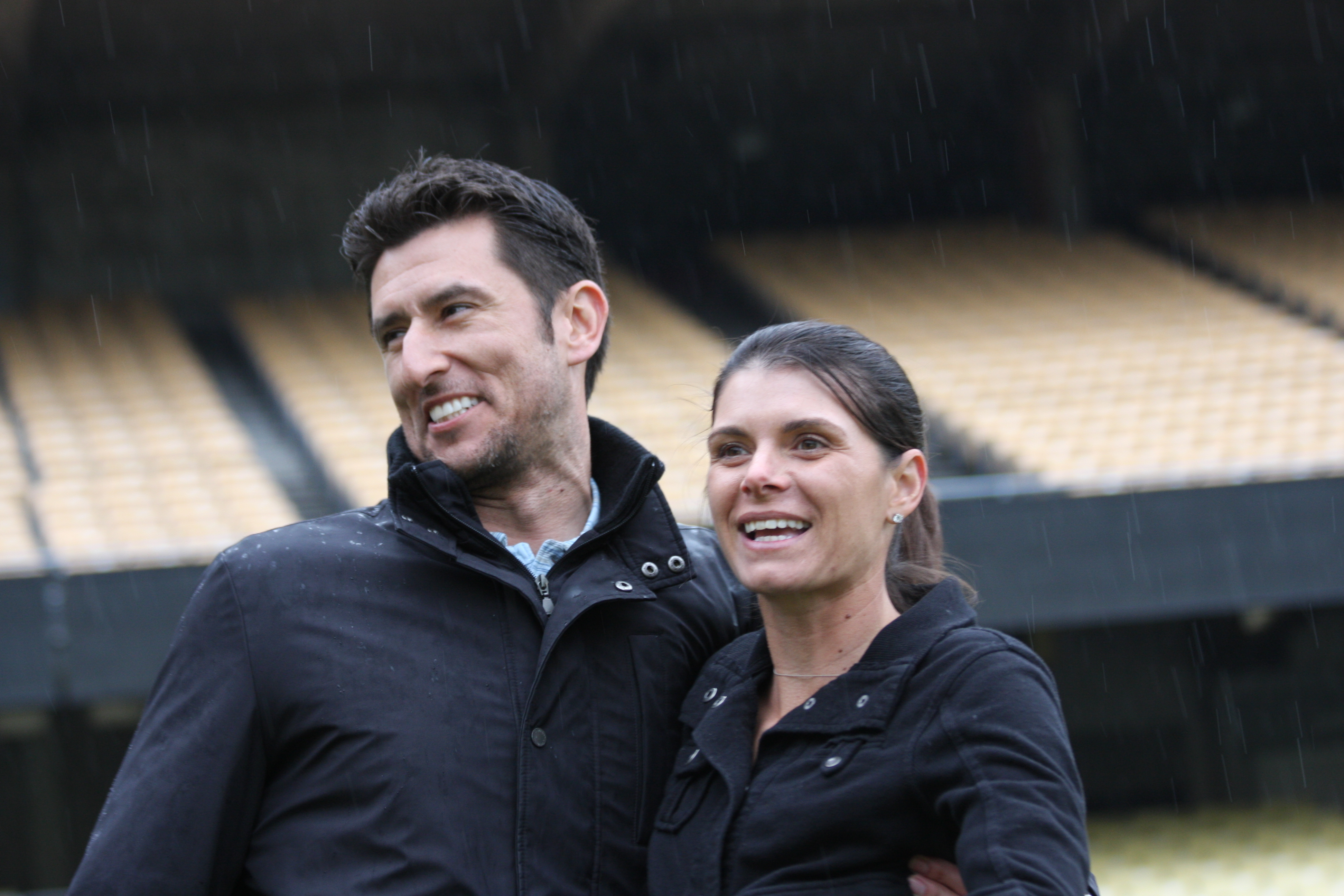
Nomar Garciaparra et Mia Hamm en 2010.

Garciaparra est candidat à l'élection au Temple de la renommée du baseball en 2015 et 2016. Sa courte carrière, ponctuée de blessures à répétition, nuit considérablement à sa candidature, : il joue en moyenne de 84 parties joués par an dans les 6 dernières de ses 14 saisons, et il dispute moins de 25 matchs lors de deux autres campagnes (1996 et 2001). À sa première année d'éligibilité au Temple de la renommée, seulement 5,5 % des journalistes appelés à voter appuient sa candidature, alors qu'il faut au minimum 75 % pour être élu. Son nom est retiré des bulletins de vote lorsqu'il tombe sous la barre des 5 % d'appuis, ne récoltant que 8 voix, soit 1,8 % du vote, en 2016.

## Vie personnelle
Nomar Garciaparra est un Américain de descendance mexicaine. Il est le neveu de l'ancien gardien de but des Chivas de Guadalajara Javier Ledesma (es) et le cousin du footballeur mexicain Arturo Ledesma (en).
Il est marié avec la championne du monde de soccer Mia Hamm. Les jumelles du couple, Grace and Ava, sont nées le 27 mars 2007 à Los Angeles, et ils ont un fils né en 2012. Mia Hamm et Nomar Garciaparra font partie des 22 personnes, avec entre autres Magic Johnson, qui sont copropriétaires du Los Angeles FC en Major League Soccer.
En octobre 2005, Nomar Garciaparra et son oncle Victor se jettent à l'eau pour rescaper deux femmes tombées dans le Boston Harbor, l'une s'étant heurtée la tête sur le quai. Les deux hommes se trouvent dans le condominium de Nomar à Charlestown lorsqu'ils sont alertés par les cris de passants vers 22 heures.